# Cynic
Cynic es una banda de metal progresivo con elementos de avant-garde metal; post-metal, jazz fusión, música world y temática sobre filosofía india, formada en Miami, Florida, EE. UU. en noviembre de 1987; disuelta en el invierno de 1994 y reformada en 2007. Sus miembros fundadores son Paul Masvidal (guitarra) y Sean Reinert (batería). Lanzaron 3 demos en sus comienzos hasta llegar al lanzamiento de su primer disco titulado Focus en septiembre de 1993; álbum considerado como un Icono por los amantes del metal técnico. Dicho trabajo fue uno de los precursores en la incorporación de elementos de Rock, Death Metal, Jazz, New Age, Fusión, con una atención especial en los arreglos de cuerdas; armonías, acordes (Influenciados en guitarristas como Allan Holdsworth, Scott Henderson); un sonido y ejecución de bajo eléctrico completamente nuevo para este estilo (Bajo Fretless en la vena jazz fusion de artistas como Gary Willis); la incorporación del Chapman Stick (utilizado en bandas de rock progresivo de culto como King Crimson), todo sumado a rítmicas sincopadas propias del mundo del jazz fusion (reminiscencias de artistas como Vinnie Colaiuta, Gary Husband, etc.) El resultado de ello es un disco de culto, por su refrescante e innovador aporte al sonido del metal de aquella época. Cabe destacar también la incorporación de voz electrónica al metal mediante vocoders, algo nunca antes hecho. Este fue un interesante aporte de Paul Masvidal al metal en general, el cual, sin embargo, ha sido poco imitado o usado como influencia.
Cynic lanzó el 27 de octubre de 2008 el álbum Traced in Air; al cual le siguió su EP: Re-Traced, con reinterpretaciones de Traced in Air. En noviembre de 2011 lanzaron el EP llamado Carbon Based Anatomy. Cynic lanzó su tercer álbum el 14 de febrero de 2014 llamado Kindly bent to free us.

## Historia

### El principio

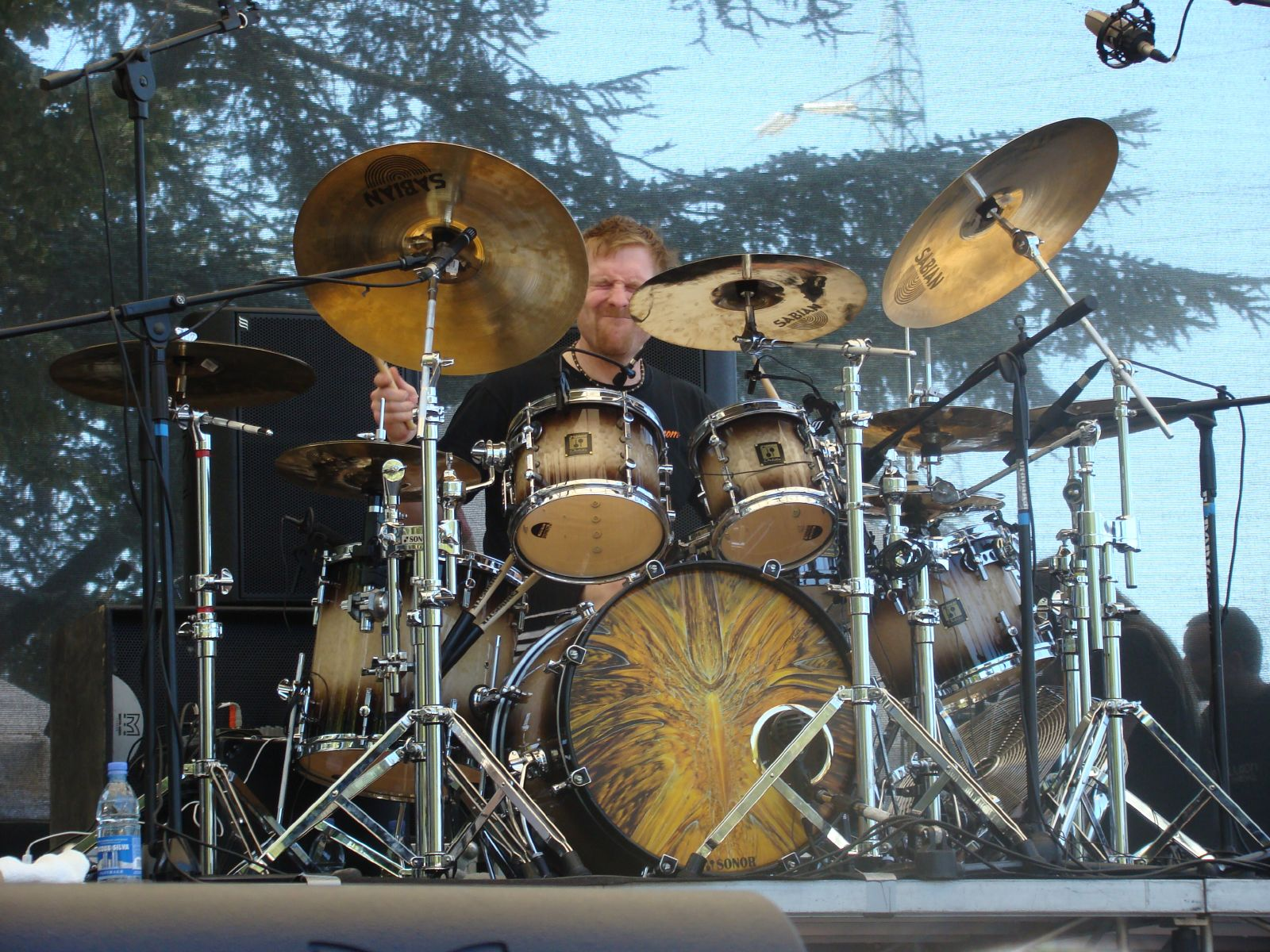
Sean Reinert en 2007

Sean Reinert y Paul Masvidal fueron, desde pequeños (12), compañeros de curso en el colegio; y desde esa temprana edad empezaron a experimentar, juntos, musicalmente. Después de una serie de mini proyectos y experimentaciones, decidieron formalizar sus intenciones musicales y comenzaron a buscar los miembros restantes para formalizar seriamente una banda. Así, Masvidal coincidió con Mark Van Erp, quienes se conocieron en Nueva York donde Masdival había sido enviado a una nueva escuela. Van Erp fue rápidamente incluido como bajista y eventualmente se mudaría también a Miami, el epicentro de la banda. Así sucedió, y lo hizo junto a su amigo Jack Kelly, quien se haría cargo de las voces. La primera formación oficial de Cynic estaba completa. En 1988, concentrados en hacer un death/thrash semejante al de Dark Angel, Possessed o Destruction sacan su primera demo, homónima. 
Ese mismo año, la banda separa su camino del de Kelly, tomando el propio Masvidal la función de vocalista. 
Después de un concierto, en el que ellos habían tocado, conocen a Jason Gobel quien fue incluido como guitarrista. Era 1989 y tenían listo su segunda demo llamada Reflections of a Dying World, de cuatro canciones. Cada canción de esta demo va al ritmo del más puro speed/thrash, con, incluso, algunos elementos de punk. Cynic comienza a hacer giras por toda la bahía del sur de Florida, "cuna" del metal en aquellos tiempos, ganando una importante cantidad de fanes. 
Incluso ya en mayo de 1988 -según está datado el concierto- circulaban algunos bootlegs de ellos. 
Pero nuevamente se produciría un quiebre. Van Erp es remplazado por Tony Choy en el bajo. 
En 1990, Cynic saca a luz su tercera demo, también homónima. La formación seguiría intacta hasta 1991, tiempo en que la orientación musical del grupo cambiaría drásticamente. 
Mientras la banda seguía influenciada por las formas extremas del metal, como sus contemporáneos Atheist, Death o Watchtower (metal altamente técnico, también), sus capacidades en el dominio de sus instrumentos fueron creciendo, y así mismo, abriendo el parámetro de sus horizontes musicales. Se vieron fuertemente vinculados a estilos tales como el jazz clásico, el bebop o grupos fusión como Mahavishnu Orchestra y Allan Holdsworth. Pat Metheny, Frank Zappa, como también la música clásica del siglo XX y algunas formas de pop expandieron sus colecciones de discos personales. Este cambio en la técnica y en el proceso de creación, hicieron de Cynic una banda de death metal progresivo, aunque la banda misma no se consideraba en sí perteneciente al género death metal.
Era el tiempo de las primeras incursiones entre el jazz, el new wave, la distorsión de las guitarras y las voces brutales que caracterizan al death metal.
Grabaron, en 1991, su cuarto y última demo, de tres canciones, financiada por Roadrunner Records. Dos de tres canciones que darían forma a lo que iba a ser su primer LP. 
Por ese tiempo, el guitarrista y vocalista Paul Masvidal junto a su compañero y amigo Sean Reinert, junto a Steve DiGiorgio de Sadus, fueron reclutados por Chuck Schuldiner, cerebro de la mítica banda Death para grabar el cuarto LP de ésta, llamado Human, y resultando el disco más aclamado por la crítica y el mejor vendido de la escena underground. 
DiGiorgio partió de regreso con Sadus, cumpliendo con las obligaciones de su banda primera, y tanto a Masvidal como a Reinert se les ofreció permanecer como parte de la planta oficial de Death, evento poco usual, ya que Schuldiner se caracterizaba por contratar músicos de sesión solamente. 
Masvidal y Reinert rechazaron la oferta para concentrarse en lo que iba a suceder con Cynic, sin embargo, hicieron el tour europeo de la gira Human durante todo lo que quedaba del año '91.
Este mismo año, 1991, lo ocuparon también el resto de sus integrantes para colaborar con otras bandas. Choy grabó con Atheist el disco Unquestionable Presence y decidió quedarse con ellos. También colaboró como invitado en Testimony of the Ancients de Pestilence. Gobel trabajó con Monstrosity, donde ya estaba establecido Van Erp, tocando la guitarra líder en el disco Imperial Doomy Paul Masvidal hizo las guitarras de On the Eighth Day, God Created... Master del grupo Master. 
Todo este trabajo incrementó de sobre manera la lista de fanes de Cynic, haciendo de la banda "el acto underground más popular, siendo que nunca ha grabado un disco", según la propia gente del sello Roadrunner Records.

### El disco

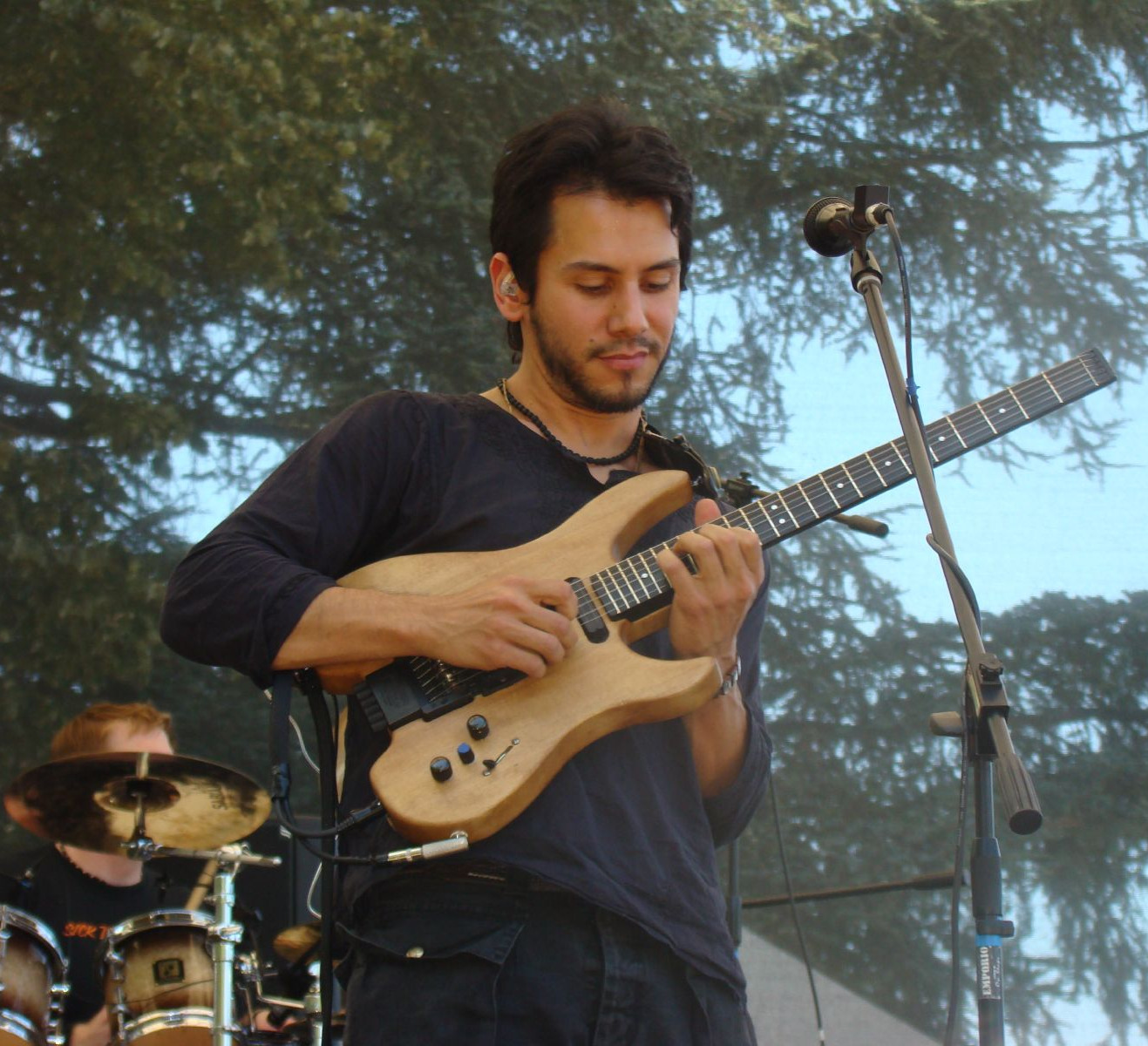
Paul Masvidal en 2007

Inmediatamente después del ciclo junto a Death los integrantes de Cynic se programaron para entrar al estudio y grabar su primer álbum, en octubre de 1992, con Scott Burns a cargo de la ingeniería en sonido y las mezclas. Pero pasó lo impensable. El Huracán Andrew destruyó la casa de Jason Gobel donde se encontraban sus materiales de ensayo. Los planes de grabación fueron pospuestos para marzo de 1993. 
Accidentalmente, esto también pospuso los planes de Chuck Schuldiner para la grabación del próximo lanzamiento de Death, Individual Thought Patterns, para el cual Sean Reinert era la primera opción como baterista. Reinert decidió, más que nunca, focalizar todas sus energías en Cynic. Y Schuldiner contrató al ex-Dark Angel Gene Hoglan.
Por estos días una canción de Cynic pudo salir finalmente en formato CD. Una compilación hecha por Roadrunner llamada At Death's Door II de 1992 fue la encargada de mostrar Uroboric Forms, versión demo, la misma que saliera en el último demo de la banda, de 1991, auspiciado por Roadrunner, al mundo entero. Una nota decía que el disco de Cynic podría estar listo para mayo de 1993. 
Mayo de 1993 vino y se fue y ningún disco apareció. Chris Kringel ocupó -presentado por Brian DeNeffe- la vacante que hace tiempo quedaba en el bajo. Pero diferencias de lógica y de estilo lo separaron al poco tiempo de la banda, dejando a Darren Mcfarland de Atheist en el puesto y entranto con él al estudio. Pero las cosas tampoco resultaron bien con Mcfarland y Cynic quedaba con un disco grabado pero sin la parte del bajo incorporada. 
Finalmente, Sean Malone fue introducido por Steve DiGiorgio a la banda, quien le había enseñado técnicas de bajo en el estudio Morrisound mientras DiGiorgio grababa para Death el disco Individual Thought Patterns. Después de que Malone les enviara una demo mostrando su experiencia en el instrumento y después, también, de un corto encuentro, él grabó en el mismo estudio el bajo para lo que sería el disco de Cynic, y finalmente fue mezclado. Focus se lanzó el 14 de septiembre de 1993. Después de dos años de su última demo. 

"No fue consciente la alteración del sonido. Fue el resultado del proceso en el que estábamos. Estábamos desarrollándonos como músicos y nos obsesionamos con la originalidad. La combinación de elementos, más un severo interés en la música compleja, nos trajo a nuestro sonido. Exponer nuestros oídos al Jazz fue, realmente, el principio de una exploración musical más profunda".

Focus fue y es una piedra angular dentro del estilo musical. Diferente de todo lo que se había oído.

### Después deFocus
Después del lanzamiento de Focus, Cynic salió de gira europea como teloneros de Pestilence, y para sus presentaciones en vivo agregaron un quinto miembro. Paul Masvidal peligraba perder su voz, por lo que Tony Teegarden se hizo cargo de las voces guturales y los teclados en los conciertos del grupo. Teegarden había, en efecto, cantado y grabado todas las secciones de voces death metal en Focus. En vivo, Masvidal hace todas las voces limpias o etéreas/computarizadas. 
Debido al trabajo que le reportaban a Malone sus estudios, se vio impedido de realizar la gira junto a Cynic, así que Chris Kringel volvió al grupo y tomó su lugar. La gira fue muy corta, ya que Pestilence decidía disolverse como banda. 

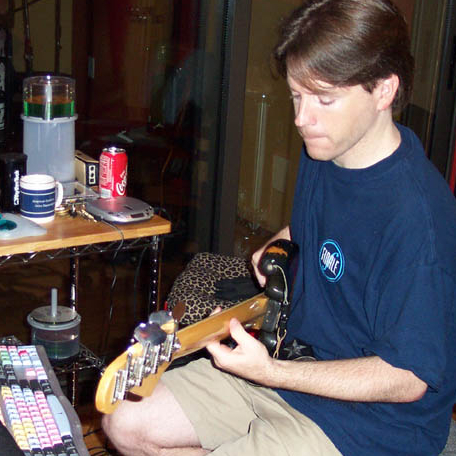
Sean Malone

De vuelta a EE. UU., en enero de 1994, Cynic tocó alrededor de toda la bahía de Florida. La única aparición de Malone fue en Europa, en el aclamado festival Dynamo durante el verano de ese mismo año. Luego de esa fecha, de esa presentación, Cynic giró como teloneros de Cannibal Corpse y Vader. El tour duró tres meses y cubrió la mayoría de los EE. UU. 
La banda deslumbró a algunos y molestó a otros, debido a su calidad de "no tan metaleros". El público de bandas como Cannibal Corpse se caracteriza por su intolerancia frente todo lo que no sea, por ejemplo, vestirse en negro estricto o bien, usar voces limpias (se aprecia al final de una presentación regristada en video en Berkeley, California, el 24 de abril de 1994, cómo alguna parte del público grita "Go Home" o abuchea). 
Malone se reincorporó a la banda para esta gira, pero Teegarden no pudo participar, así que pidieron prestada a Dana Cosley de Demonomacy (banda oriunda de Florida también) para que ella se hiciese cargo de las voces guturales y los teclados. 
Tony Teegarden volvió al grupo para una presentación en West Palm Beach, siendo ésta la única presentación de la banda con todos los miembros originales de la formación Focus.
Una vez terminada la gira, Cynic empezó a trabajar en lo que sería su segundo material. 
Cuando el trabajo recién comenzaba, la banda decide separarse de Sean Malone. Fue una separación amigable, puesto que, Masvidal, Reinert y Gobel han seguido colaborando en el proyecto musical de Malone, llamado Gordian Knot. 
Cynic sin Malone siguió experimentando. Chris Kringel se mudó a Miami y comenzaron a juntar material para que lo que sería el grupo Portal. Parte de los cambios musicales fue la decisión de incorporar una voz femenina a la banda. Aruna Abrams fue contactada por una carta que ella había enviado a la banda mientras estudiaba en el Berklee College of Music. Luego de enviar grabaciones suyas a modo de audición, fue requerida para unirse a Cynic, o a su eventual transmutación en Portal.
Mientras trabajaban en un nuevo disco, durante un año, fue siendo cada vez más evidente que los cambios de estilo y dirección los llevaban también al cambio definitivo de nombre para la agrupación. El trabajo de Cynic ya había concluido. Estaba cerrado. 
Un nuevo concepto estaba naciendo. Portal nacía.

## Proyecto Portal (1995)
De las cenizas de Cynic, Paul Masvidal, Jason Gobel y Sean Reinert dieron nacimiento a Portal. El nombre de la banda fue una idea de Reinert, extraído de una pintura de Robert Venosa que todo el grupo adoraba, llamada Portal. Venosa, también había sido ocupado para los efectos de la portada del disco Focus con su obra Angelic Manifestation. 
El nuevo concepto musical que proponía Portal estaba más bien alejado del trabajo de Metal técnico que había desarrollado Cynic, Portal iba en la línea de Dead Can Dance o My Bloody Valentine y dando más cabida aún al Jazz Fusión que en su antiguo proyecto, pero nunca dejando absolutamente de lado la distorsión de las guitarras o los Tempos acelerados. 
Portal grabó un demo con diez canciones, que nunca fue lanzado oficialmente. Fue un CD de copias promocionales, en simple blanco y negro, y con una portada del cuadro Return To Source de Venosa, que ni siquiera fue incluido de forma legal. 
Las diez canciones fueron grabadas en dos sesiones de cinco. Lo que dio pie a pensar que tal vez podrían ser dos demos distintos. Divisibles. 
Las primeras cinco seguían la línea de lo Fusión, mientras que las cinco últimas eran más bien melancólicas y atendían a la estructura del Pop/Rock, que se estaba formulando bajo otro proyecto de Masvidal llamado Aeon Spoke, pero para aquel tiempo la idea central de ese proyecto no estaba totalmente delineada, por lo que se decidió llamar al demo simplemente Portal. 
La fecha de lanzamiento de ese demo, de ser lanzado, eventualmente, hubiese sido en 1995. 
Atlantic y TVT Records, entre otros, estuvieron interesados en sacar adelanta las grabaciones del grupo, pero hasta la disolución de Cynic, y no solo la partida de un integrante, Roadrunner Records decidió mantener fijo el contrato que se había firmado, imposibilitanto la opción de Portal de buscar una nueva casa discográfica. 
Portal, finalmente, se separó a principios de 1996. Uno, por la pugna legal del comercio musical que llevaban con Roadrunner -y en la que gastaron más de un año-, y dos, porque creativa y emocionalmente estaban, cada uno de sus miembros, experimentando diferencias y cambios. 
Concluyeron que necesitaban tiempo para "encontrarse a ellos mismos", separados unos de otros.

## Reunión de 2006
Después de 13 años, Cynic ha decidido volver a juntarse. No estarán presentes ni Sean Malone ni Jason Gobel. En el bajo seguirá estando presente Chris Kringel y la otra guitarra, que iba a tomar inicialmente Santiago Dobles, un antiguo conocido y amigo del grupo Aghora, a quien en algún momento Masvidal le hizo clases, estará finalmente a cargo de David Senescu. 
Jason Gobel está alejado de la escena musical. Vive junto a su esposa y sus dos hijos.
Sean Malone es considerado hoy en día uno de los bajistas más respetados del mundo del Rock. Ha escrito libros explicativos sobre la técnica y teoría del bajo tanto en el Jazz como en el Rock. Ha tocado, y sigue tocando, con todos aquellos que desde pequeño seguro se influenció. Gente del tamaño de Trey Gunn (King Crimson), Bill Bruford (Yes) o Steve Hackett (Genesis). Realiza clínicas de bajo alrededor de todo el mundo. 
Siguiendo su propio criterio dijo estar muy ocupado en su trabajo para hacer las presentaciones.
Tony Teegarden quedó marginado de las giras por razones financieras, en primer lugar. Y por otro lado se estimó que, para las pocas apariciones de las voces guturales en cada presentación, no era indispensable un quinto miembro. Estas fueron pregrabadas por el mismo Teegarden y así fueron manejadas. Los teclados fueron suplidos tanto por Masvidal como por Senescu en guitarras sintetizadas.

## Traced In Air (2008)
En noviembre de 2008 sale Traced In Air, primer álbum larga duración en 15 años. 
El death metal fue abandonado casi por completo excepto por las voces guturales, con muchas influencias de jazz fusión, además de que Teegarden no participó en los guturales, si no Tymon Kruidenier del grupo Exivious, que también se encargó de la guitarra rítmica.

## Discografía

### Álbumes
- Focus (1993)
- Traced In Air (2008)
- The portal Tapes (2012)
- Kindly Bent To Free Us (2014)
- Ascension Codes (2021)

### EP
- Re-Traced (2010)
- Carbon-Based Anatomy (2011)

### Demos
- '88 Demo (1988)
- Reflections of a Dying World (1989)
- '90 Demo (1990)
- Demo 1991 (1991)
- Portal 1995 (1995)
- Promo (2008)

## Músicos

### Miembros actuales
- Paul Masvidal - Voces, Guitarras, Guitarras Sintetizadas (1987-1994, 2006-2022)

### Antiguos miembros
- Sean Malone - Bajo Fretless, Chapman Stick (1993-1994, 2006-2020)
- Matt Lynch - Batería (2015-2020)
- Sean Reinert - Batería Acústica y Eléctrica, Teclados (1987-1994, 2006-2015)
- Jason Gobel - Guitarras, Guitarras Sintetizadas (1988-1994)
- David Senescu - Guitarra (2007)
- Tony Teegarden - Voces, Teclados (1993-1994, 2006-2007)
- Chris Kringel - Bajo (1993-1994, 2006-2007)
- Aruna Abrams - Voces, Teclados (1994-1996)
- Tony Choy - Bajo (1991-1993)
- Jack Kelly - Voces (1987-1988)
- Mark Van Erp - Bajo (1987-1989)